# Spathoglottis unguiculata
Spathoglottis unguiculata är en orkidéart som först beskrevs av Jacques-Julien Houtou de La Billardière, och fick sitt nu gällande namn av Heinrich Gustav Reichenbach. Spathoglottis unguiculata ingår i släktet Spathoglottis och familjen orkidéer. Inga underarter finns listade i Catalogue of Life.